# Galinha à Portuguesa
A galinha à Portuguesa (葡國雞, magyarul: portugál csirke) ételféleség, a makaói konyhaművészet fontos eleme.
Nevének jelentése (’csirke portugál módra’) ellenére az étel nem portugál, hanem makaói eredetű, ahol a „portugál” nevet adták az élelmiszernek.
Az étel receptjében megtalálhatóak a csirkedarabok burgonyával, esetleg párolt rizzsel. A portugál csirkét curryvel ízesítik és aranyszínűre sütik, ami megadja a jellegzetes ízét.

## Fordítás
- Ez a szócikk részben vagy egészben  a   Galinha à Portuguesa című angol Wikipédia-szócikk fordításán alapul.  Az eredeti cikk szerkesztőit annak laptörténete sorolja fel. Ez a jelzés csupán a megfogalmazás eredetét és a szerzői jogokat jelzi, nem szolgál a cikkben szereplő információk forrásmegjelöléseként.